# مايكل هيبورن
مايكل هيبورن (بالإنجليزية: Michael Hepburn) مواليد 17 أغسطس 1991 في بريزبان، هو دراج أسترالي. شارك في دورة الألعاب الأولمبية الصيفية وفاز بميدالية أولمبية.

## سباقات أو مراحل فاز بها
| التاريخ        | السباق                                                                       | المركز                  |
| -------------- | ---------------------------------------------------------------------------- | ----------------------- |
| 30 مايو 2010   | 2010 Rogaland Grand Prix                                                     | المركز الثالث           |
| 01 يناير 2011  | سباق الزمن تحت 23 سنة في بطولة العالم 2011                                   | المركز الثالث           |
| 01 يناير 2012  | ركوب الدراجات في الألعاب الأولمبية الصيفية 2012 – فريق رجال مطاردة           | المركز الثاني           |
| 29 سبتمبر 2013 | 2013 Duo Normand                                                             | المركز الثاني           |
| 08 يناير 2014  | سباق الزمن في بطولة أستراليا لركوب الدراجات 2014                             | الفائز في التصنيف العام |
| 05 يناير 2015  | Bay Cycling Classic 2015                                                     | المركز الثالث           |
| 14 فبراير 2015 | 2015 Oceania Road Cycling Championships Men ITT                              | الفائز في التصنيف العام |
| 12 أغسطس 2016  | ركوب الدراجات في الألعاب الأولمبية الصيفية 2016 – سباق المطاردة لفرق الرجال" | المركز الثاني           |
| 04 يناير 2024  | 2024 Australia National Road Cycling Championships - Men ITT                 | المركز الثالث           |

## روابط خارجية
- مايكل هيبورن على موقع الاتحاد الدولي للدراجات (الإنجليزية)
- مايكل هيبورن على موقع أرشيف الدراجات (الإنجليزية)
- مايكل هيبورن على موقع إحصائيات الدراجات الإحترافية (الإنجليزية)
- مايكل هيبورن على موقع نسبة الدراجات (الإنجليزية)
- مايكل هيبورن على موقع CycleBase (الإنجليزية)
- مايكل هيبورن على موقع اللجنة الأولمبية الدولية (الإنجليزية)
- مايكل هيبورن على موقع أوليمبيديا (الإنجليزية)
- مايكل هيبورن على موقع اللجنة الأولمبية الأسترالية (الإنجليزية)
- مايكل هيبورن على موقع اتحاد ألعاب الكومنولث (مؤرشف) (الإنجليزية)
- مايكل هيبورن على موقع اتحاد ألعاب الكومنولث (مؤرشف) (الإنجليزية)